# Фердінан Лот
Віктор Анрі Фердінан Лот (фр. Ferdinand Lot; 20 вересня 1866, Франція — 20 липня 1952, там само) — французький історик-медієвіст, фахівець з раннього Середньовіччя та пізньої Римської імперії. Найбільш відомий роботами, присвяченими перехідному періоду від античності до середньовіччя, головна праця — «Кінець Стародавнього світу та початок середньовіччя» (1927). Почесний професор Сорбонни.

## Біографія
Народився в Ле-Плессі-Робінсон.
Випускник паризького ліцею Людовіка Великого. У 1886—1890 pp. навчався у Школі хартій, здобувши спеціальність палеографа та архіваріуса. У 1890—1902 pp. співробітник і бібліотекар (1893) у Сорбонні. Ступінь доктора отримав у Нансі 1903 року. Цікаво, що його докторські тези там стали першими, написаними французькою мовою, а не латиною. Лікар філологічних наук (1903).
Викладач середньовічної історії Практичної школи вищих досліджень (École pratique des hautes études) (з 1900) і Сорбонни (1903—1936, професор з 1909, з 1920 професор середньовічної історії).
1924 року був обраний членом Академії написів і красного письменства, що входить до Інституту Франції, член і президент (1922—1923) паризького Товариства Школи хартій, член Британської академії та Королівської академії наук і мистецтв Бельгії. Членкор Американської академії медієвістики (1926).
Помер у Фонтен-о-Роз.
Дружина з 1909 року — історик, літературознавець і перекладач М. І. Лот-Бородіна (1882—1954 або 1957), дочка ботаніка І. П. Бородіна. У шлюбі народилися 3 доньки.
Нагороди
- Командор ордену Почесного легіону
- Командор бельгійського ордена Корони

## Наукова діяльність
Один із найбільш авторитетних дослідників періоду раннього європейського середньовіччя. У колосальній спадщині більш ніж з 15 монографій, 300 статей та 11 публікацій, що свідчать про творчу активність вченого, Ф. Лот почав вивчення історії раннього середньовіччя, і на його працях досі базуються дослідження сучасних медієвістів. Багато в чому цьому сприяло те, що історія ранньої середньовічної Франції наприкінці XIX століття була мало вивчена, і Лот був одним із перших, хто розпочав дослідження цієї епохи. Більшість його робіт присвячена періоду IX—X ст.
Головна праця історика — «Кінець Стародавнього світу і початок середньовіччя» (1927).

## Вибрані публікації
- Les derniers Carolingiens. Lothaire, Louis V, Charles de Lorraine (954—991) Paris, 1891,
- Études sur le règne d'Hugues Capet (Thèse), Paris, 1903
- Mélanges d'histoire bretonne (VIe-XIe siècle), Paris, 1907
- Études critiques sur l'abbaye de Saint-Wandrille, Paris, 1913
- Études sur le Lancelot en prose, Paris, Librairie ancienne Honoré Champion, 1918
- La Fin du monde antique et le début du Moyen Âge, 1927,
- L'art militaire et les armées au Moyen Âge en Europe et dans le Proche Orient (т. 1-2, 1946),
- L'impôt foncier et la capitation personnelle, Paris, 1928.
- Les Invasions barbares, Payot, Paris, 1937.
- La France, des origines a la guerre de cent ans, Paris, 1941.
- L'art militaire et les armées au Moyen Âge, Paris, 2 vol., 1946.
- L'Origine du monde (1950).